# Mecyclothorax ovipennis
Mecyclothorax ovipennis är en skalbaggsart som beskrevs av Sharp 1903. Mecyclothorax ovipennis ingår i släktet Mecyclothorax och familjen jordlöpare. Inga underarter finns listade i Catalogue of Life.